# Естадос
Естадос (на испански: Isla de los Estados) е остров в югозападната част на Атлантическия океан, част от архипелага Огнена земя, владение на Аржентина. Разположен е на изток от остров Огнена земя, от който го отделя протока Лемер. Площта му е 534 km², дължината от запад на изток 63 km, а ширината от 4 до 16 km. Бреговете му са силно разчленени от многочислени заливи и фиорди. Релефът му е хълмист и нископланински с височина до 823 m. Климатът е умерен, океански, с хладно лято и годишна сума на валежите 600 – 700 mm. Характерно явление са силните ветрове и мъглите. Покрит е с тревисти океански пасища. Бреговете му са изпъстрени с леговища на тюлени. Острав Естадос е открит на 24 януари 1616 г. от нидерландския мореплавател Якоб Лемер.